# Prionotus ruscarius
Prionotus ruscarius är en fiskart som beskrevs av Gilbert och Starks, 1904. Prionotus ruscarius ingår i släktet Prionotus och familjen knotfiskar. IUCN kategoriserar arten globalt som livskraftig. Inga underarter finns listade i Catalogue of Life.